# スティグ・ヴィカンデル
スティグ・ヴィカンデル（Stig Wikander、1908年8月27日 - 1983年12月20日）は、スウェーデンのイラン語学者。

## 経歴
1908年、ノルテルジュ生まれ。ウプサラ大学でイラン学者のエンリコ・サムエリ・ニーベリに師事。1930年、1931〜1932年の2度にわたってフランス、パリに遊学する。1932年〜1937年、ゲオ・ヴィデングレンとともに師のニーベリ自宅で開かれた研究会に参加し、ニーベリの研究に協力するかたわら、自らの研究も進めた。また研究のためにベルリンやコペンハーゲンをしばしば訪問した。1938年、博士号論文『アーリヤ人の男性結社』を提出。これは、オットー・ヘフラーの『ゲルマン人の秘密結社』に影響を受けて執筆したものである。この論文は、1939年にルンドから『アーリア人の男性結社』として出版された。
1983年、ウプサラで死去。

## 研究内容・業績
- ヴィカンデルはまず第一に傑出したイラン学者であった。
- 加えて、『マハーバーラタ』などインド・イランの叙事詩に関するいくつかの重要な論文のために、現在ジョルジュ・デュメジルと並んで比較神話学の代表的な研究者とみなされている。ミルチャ・エリアーデと交流があったことも知られている。

### 注目される業績
- 1938年、博士号論文『アーリヤ人の男性結社』を提出。翌年同題でルンドから出版。
- 1941年、イランの風神ワユに関する著作『ワユ ―インド・イラン宗教史に関わるテキストと研究』を出版。
- 1942年、論文「アナーヒター女神とゾロアスター教の拝火儀礼」を発表。
- 1946年、『小アジアとイランの火の祭官』を出版。
- 1947年、デュメジルの三機能イデオロギーを取り入れた有名な論文「パーンダヴァ伝説と『マハーバーラタ』の神話構成」を発表。翌年、デュメジルはこれを高く評価し、自らの著作の中で紹介する（『ユピテル・マルス・クイリヌス』IV）。
- 1950年、『ミトラスの秘儀をめぐる研究』を出版、キュモン批判を行う。これは当時定説化していたフランツ・キュモンのミトラス教研究を初めて全面的に論駁したもので、研究動向に衝撃を与えた。